# Relațiile dintre Canada și România
Relațiile dintre Canada și România sunt relațiile bilaterale dintre guvernele Canadei și României.

## Prezentare generală
Canada are o ambasadă la București. România are o ambasadă la Ottawa și trei consulate generale (la Montreal, Toronto și Vancouver). România are, de asemenea, consulat general onorific la Moncton, Québec și Calgary.
Canada are relații excelente cu România. Acest lucru este demonstrat de legăturile politice puternice, care este evidențiată de apartenența comună la multe organizații, cum ar fi Organizația pentru Securitate și Cooperare în Europa, Organizația Internațională a Francofoniei și ca aliați NATO.
Ambele țări sunt membre cu drepturi depline ale NATO.

## Galerie

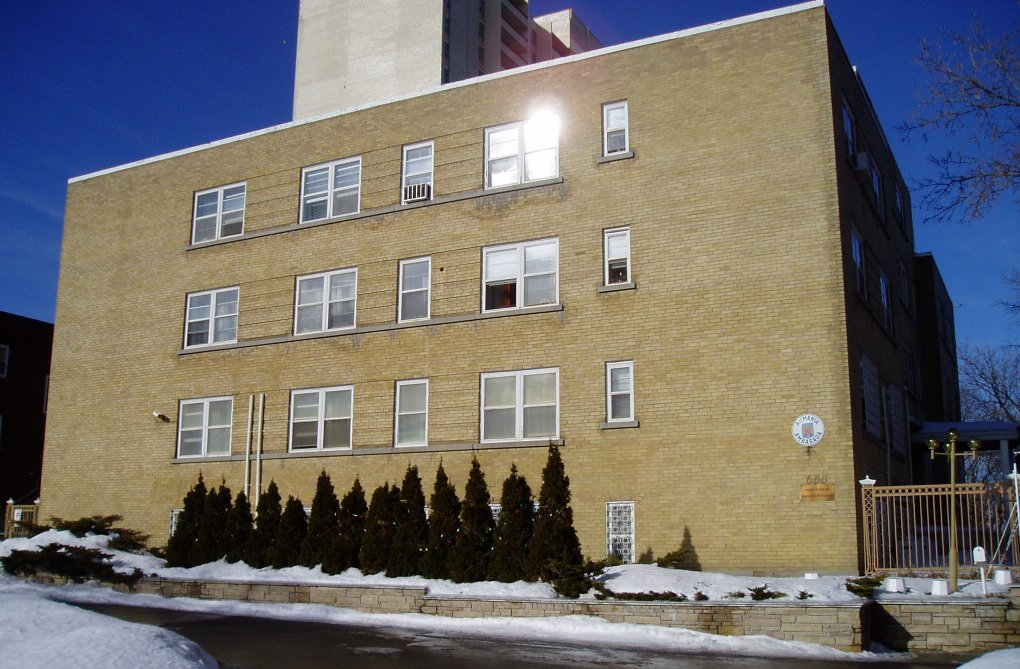
Ambasada României în Ottawa
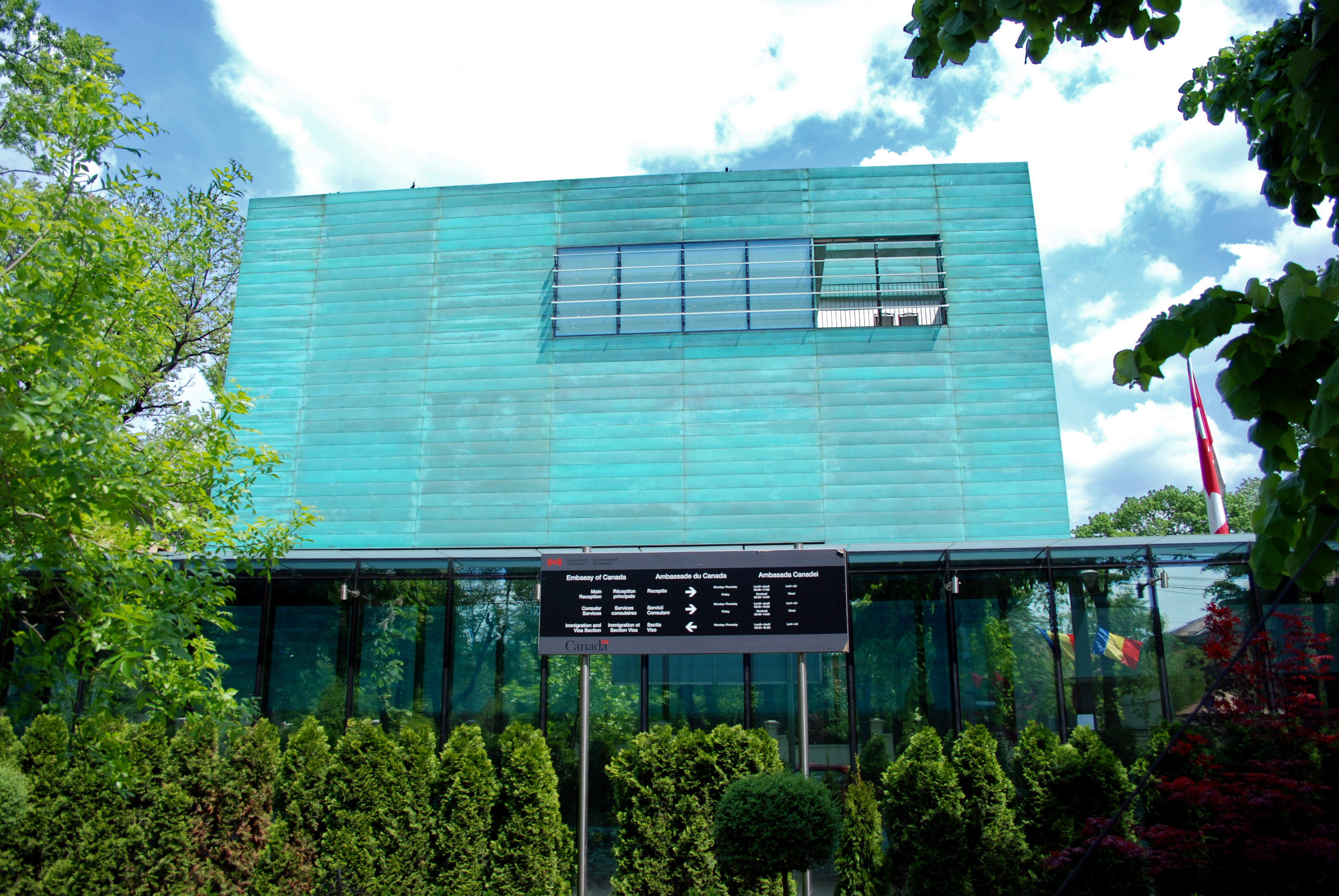
Ambasada Canadei în București
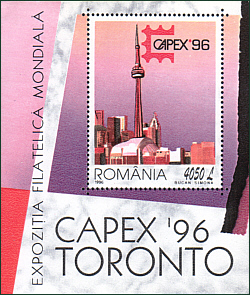
CN Tower